# Condylostylus jucundus
Condylostylus jucundus är en tvåvingeart som först beskrevs av Friedrich Hermann Loew 1861.  Condylostylus jucundus ingår i släktet Condylostylus och familjen styltflugor. Inga underarter finns listade i Catalogue of Life.